# 藤倉峡

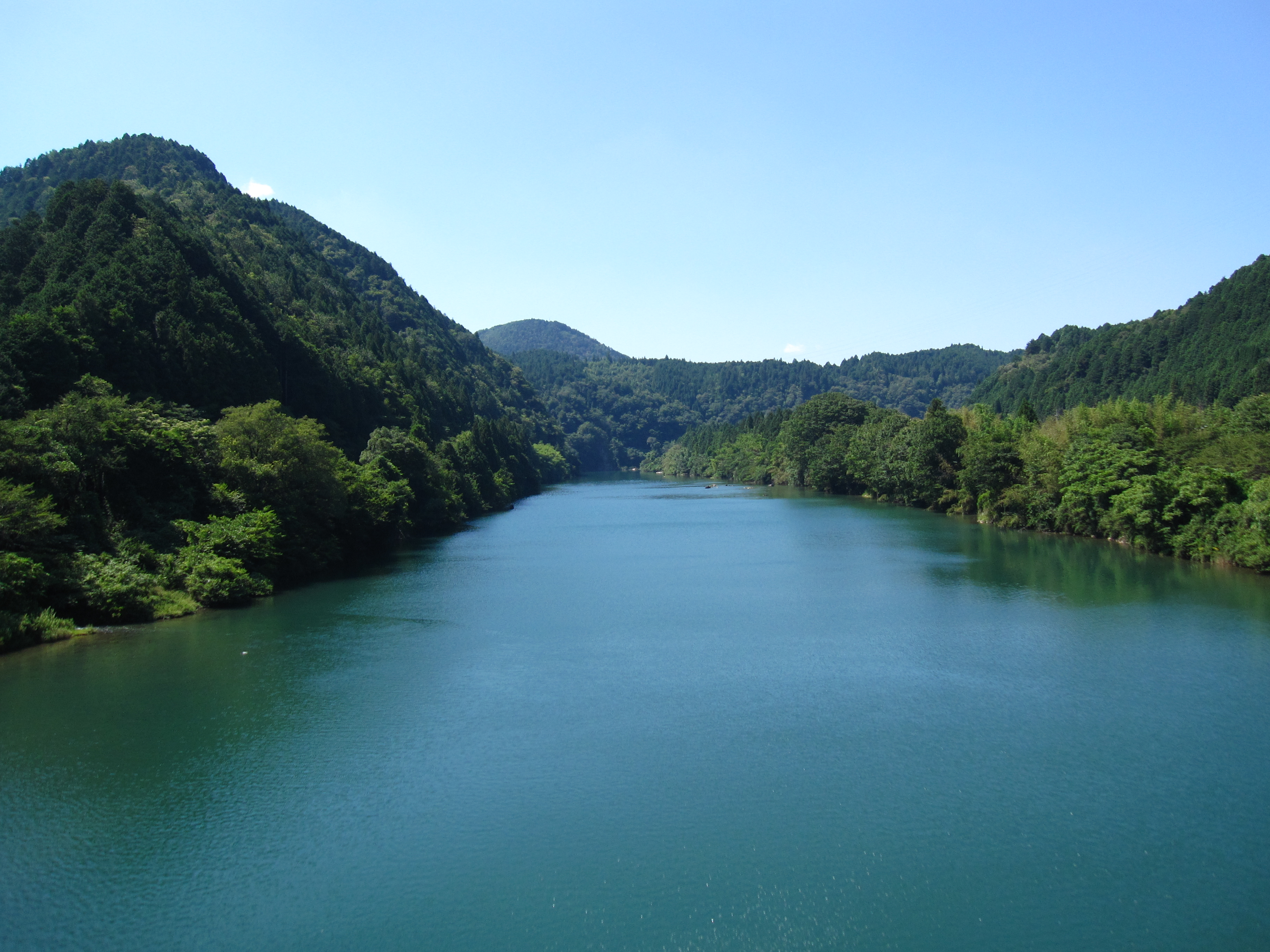
藤倉峡 七宗ダムより

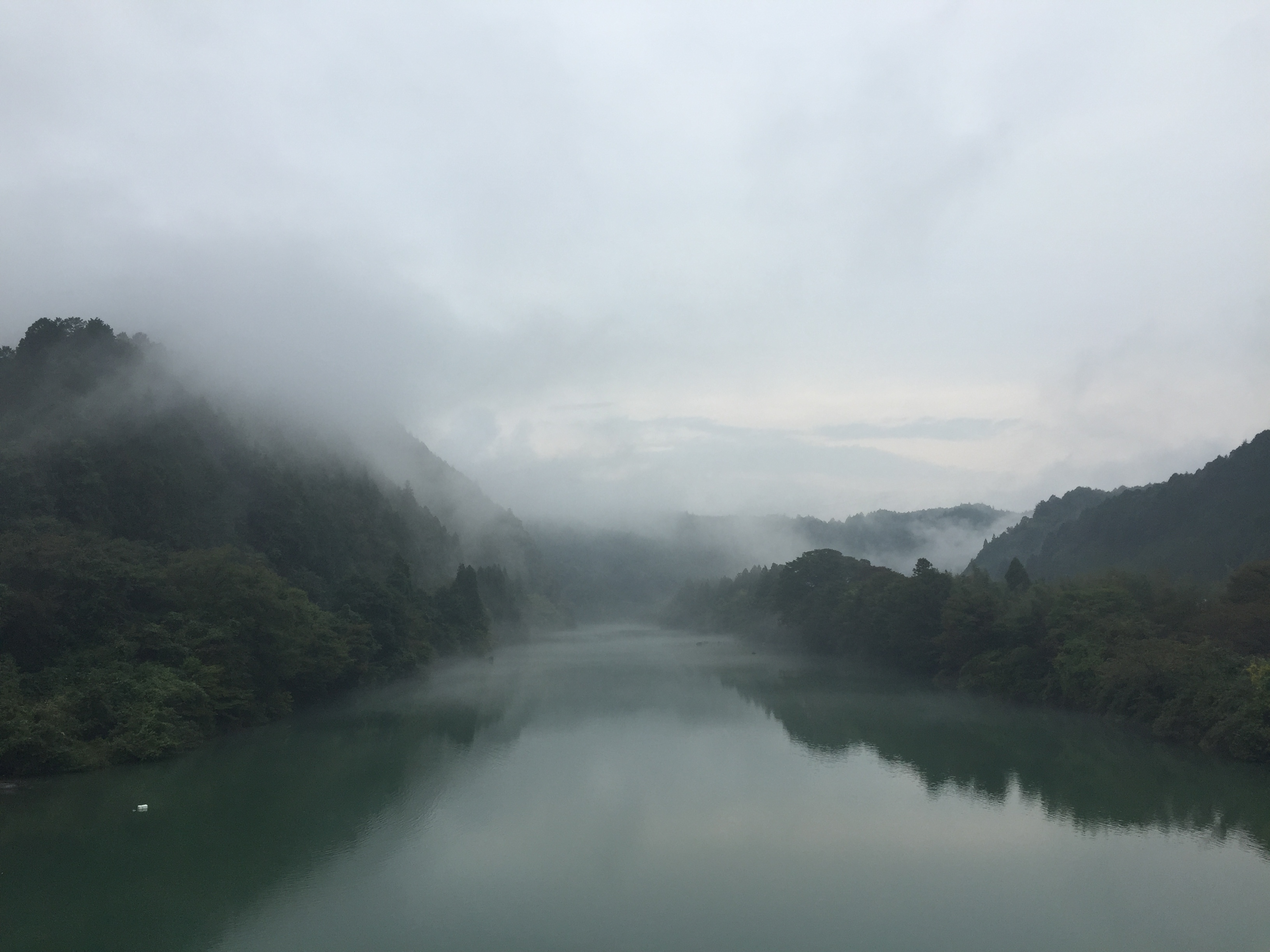
雨の藤倉峡

藤倉峡（ふじくらきょう）は、岐阜県下呂市金山町金山にある飛騨川・馬瀬川合流点にある金山橋下流から七宗ダムにある峡谷である。

## 概要
金山橋下流約300m付近より、飛騨川がS字状に屈曲する所付近の山裾は巨岩が絶壁をなしている。また、藤倉峡は飛騨木曽川国定公園に指定されている。金山橋では毎年8月13日に飛騨金山花火大会が開催されている。

## アクセス

### 鉄道
- JR高山本線 飛騨金山駅より徒歩で約5分。

### 車
下呂市金山町金山にある国道41号上市場交差点より金山町市街地・JR飛騨金山駅前を通過し、市道より藤倉峡を見ることが出来る。

## 周辺
- JR飛騨金山駅
- 下呂市金山振興事務所
- 金山橋
- 中部電力大船渡発電所
- 金山浄化センター
- 七宗ダム
- デイリーヤマザキ下呂金山店
- 国道41号

## ギャラリー

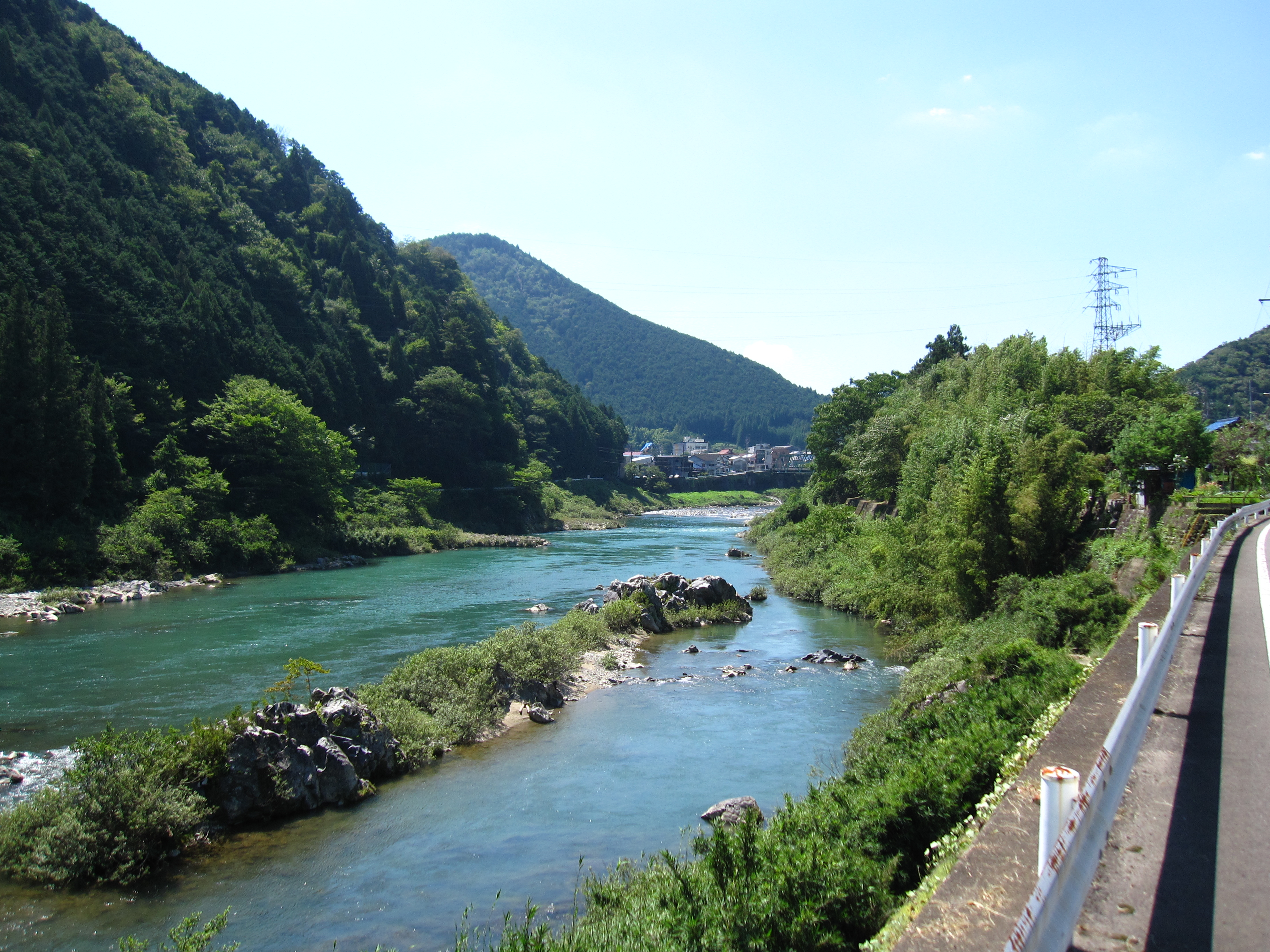
藤倉峡 金山市街地方面を望む
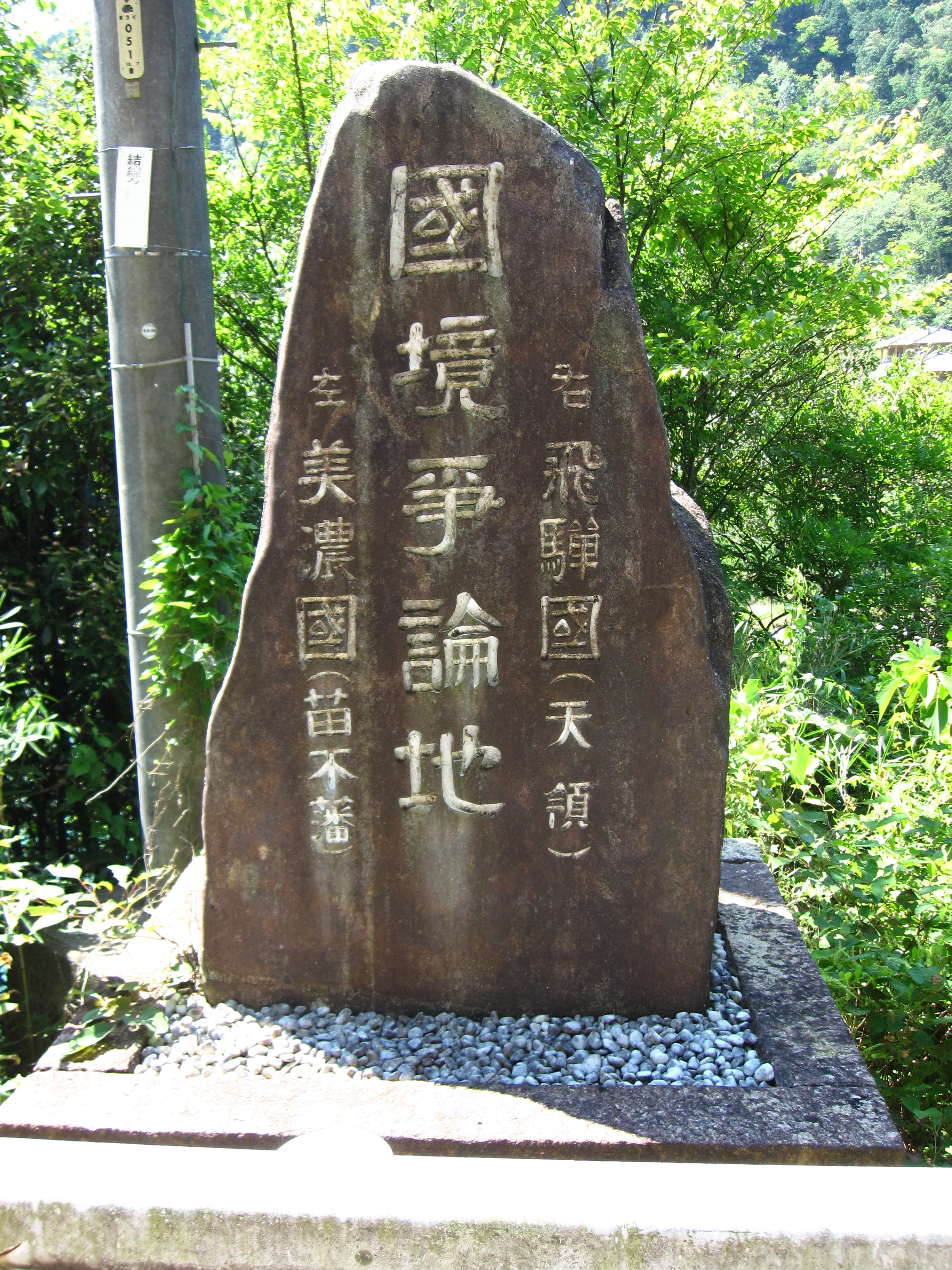
幕藩境界石 天領・苗木藩
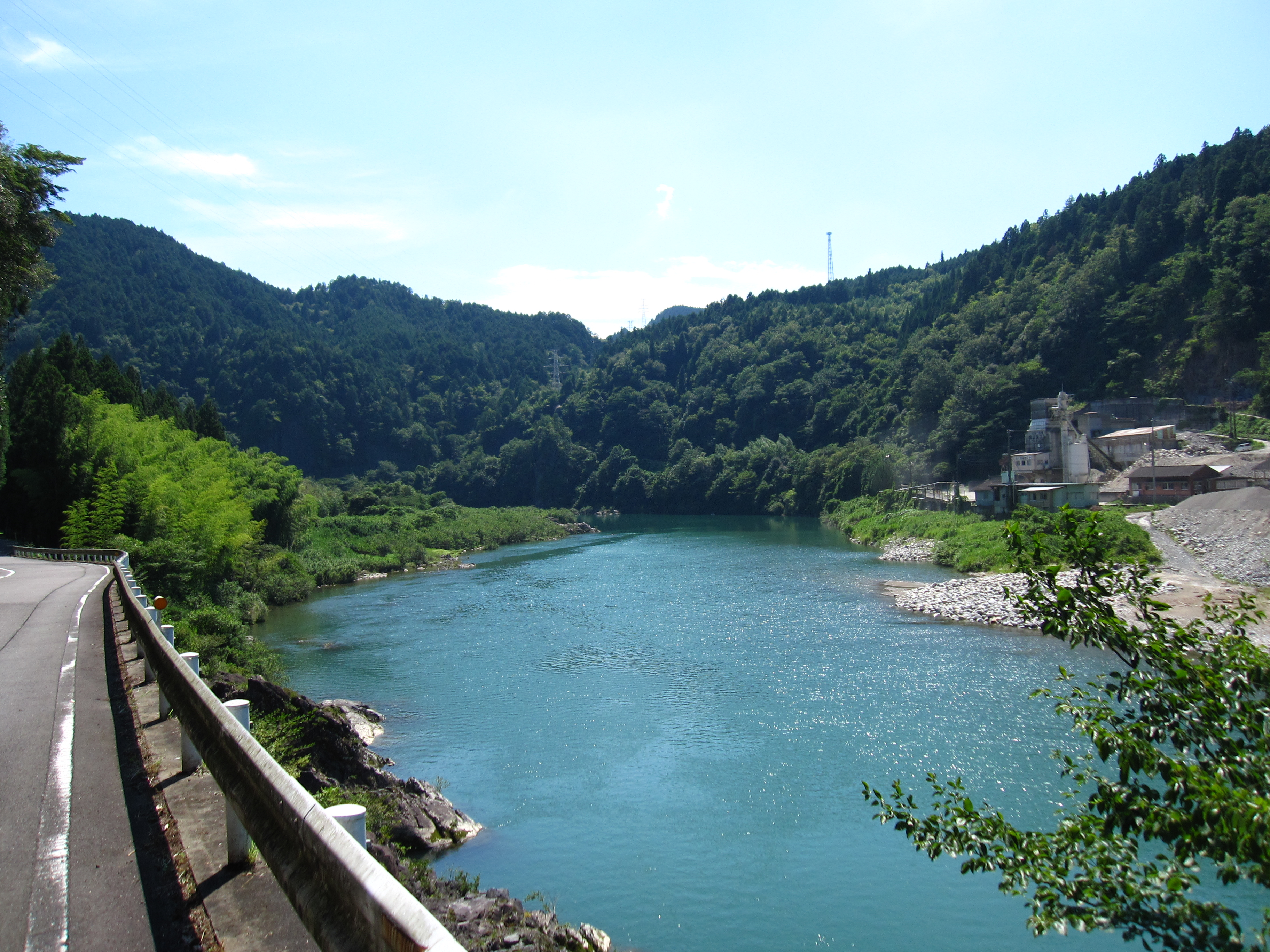
藤倉峡下流方面を望む
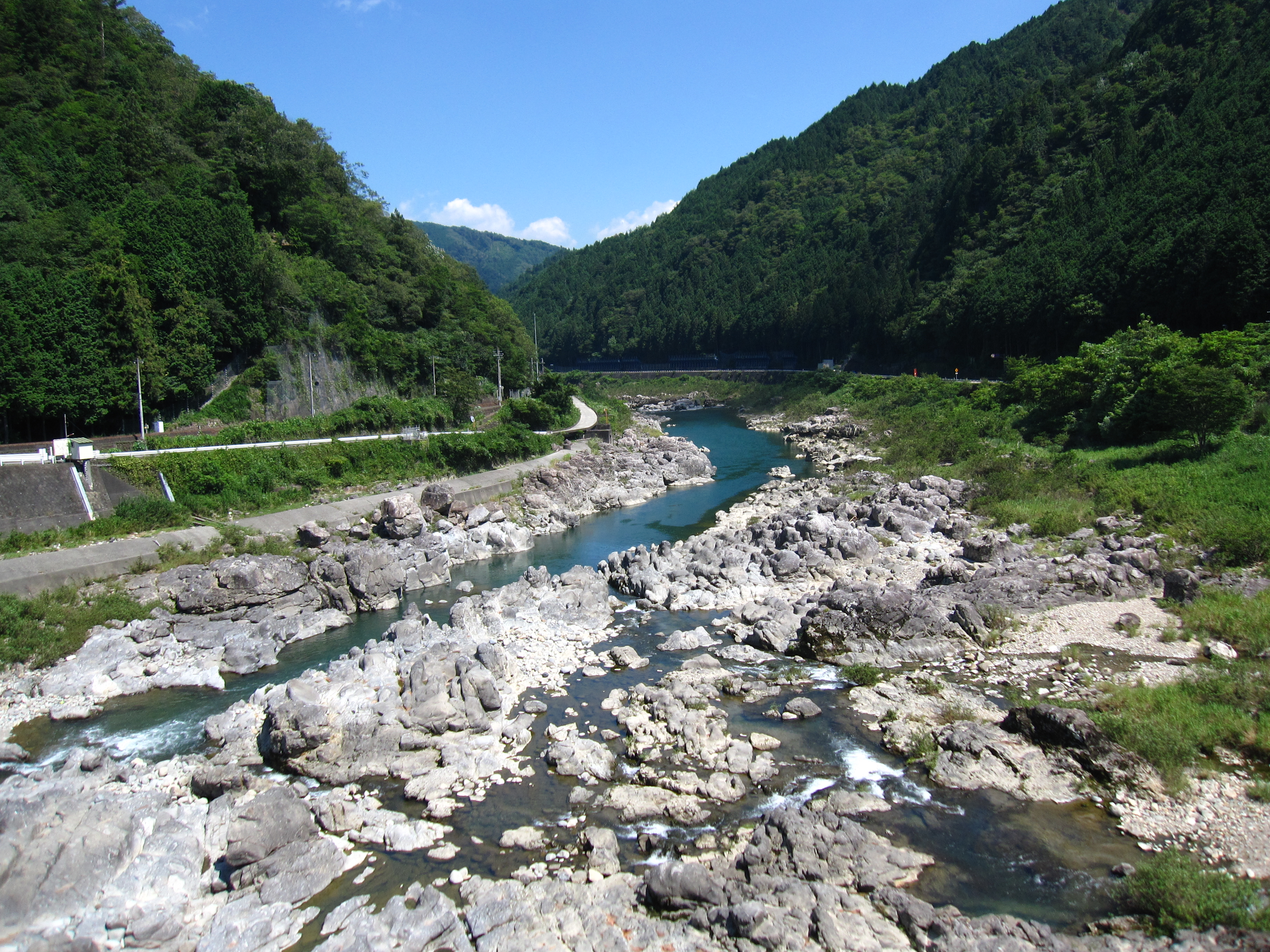
七宗ダムより 火道角れき岩